# Celebration: The Video Collection
Celebration: The Video Collection é um DVD de vídeos da cantora estadunidense Madonna, que abrange toda a sua carreira desde 1983 até 2009, contendo 47 clipes, sendo lançado comercialmente com o CD Celebration. Traz grandes sucessos de sua carreira, sendo que alguns também estão incluídos em suas compilações musicais anteriores, como The Immaculate Collection e The Video Collection 93:99. Foi lançada também uma coleção limitada que recebeu o nome de Celebration: The Lost Videos, que apresenta vídeos da cantora que não foram incluídos em nenhuma de suas compilações anteriores, como "Everybody", "Holiday", o vídeo da versão original de "Express Yourself", "Dear Jessie", "Oh Father" e muitos outros.

## Antecedentes
Em 18 de março de 2009, a publicitária de Madonna Liz Rosenberg anunciou os planos para o lançamento de um projeto de álbum de grandes sucessos até setembro. Em 22 de julho de 2009, a Warner Bros. Records anunciou oficialmente a data de lançamento em 28 de setembro de 2009 e confirmou o nome do álbum como Celebration através do site oficial da cantora, acrescentando que também seria lançado um DVD contendo com os maiores videoclipes de Madonna. De acordo com a declaração oficial da imprensa, o DVD incluía cenas inéditas e nunca antes vistas de "Justify My Love", bem como o vídeo completo do single "Celebration". Os videoclipes incluídos no DVD foram selecionados por Madonna e seus fãs através do site oficial Icon. A capa do Celebration foi criada pelo artista pop de rua Mr. Brainwash, mais conhecido por "jogar ícones culturais modernos em um liquidificador e transformá-lo em onze". A compilação incluiu os videoclipes de "Erotica", "Deeper and Deeper", "I Want You", "I'll Remember" e  "American Pie", que nunca foram incluídos em nenhum dos DVDs de Madonna. Também incluíam os videoclipes premiados -– "Like a Virgin", "Papa Don't Preach", "Open Your Heart", "Like a Prayer", "Express Yourself", "Vogue", "Rain", "Take a Bow", "Frozen", "Ray of Light", "Beautiful Stranger", "Music", "Don't Tell Me" e "Hung Up". "Justify My Love" e "Erotica" foram banidos da MTV por seus temas sexualmente provocantes. O vídeo é apresentado na proporção 4:3, com os vídeos widescreen em caixa de janela.

## Recepção

### Crítica
Douglas Wolk, da Pitchfork Media, comentou que o DVD estava "muito mais próximo da marca [de comemorar a carreira de Madonna]. Muita diversão na carreira dela sempre foi seu lado visual". Don Shewey, da Rolling Stone, disse: "O vídeo exemplificou o fato de que ninguém como Madonna pode transformar o videoclipe em uma forma de arte". Chad Presley, do Blogcritics, sentiu que "há uma dose saudável de nostalgia envolvida em assistir a esses vídeos para qualquer pessoa que tenha crescido durante os anos 80, em particular. [...] A qualidade do vídeo é uma mistura. A maioria dos problemas visuais surge nos clipes anteriores, que foram fotografadas em equipamentos muito mais primitivos. [...] Considerando todas as coisas, especialmente quando vistas em um aparelho de Blu-ray e TV de alta definição, esse é um cenário bastante rude. Até mesmo alguns dos vídeos posteriores têm um excesso de ruído visual e falta nitidez". Ian Sturges, do Daily Mirror, comentou: "Celebration é uma jornada [de Madonna] de aspirante a coquete, deusa pop a instituição. [...] Os vídeos são paralelos a essa transformação de sua inocente fuga em uma gôndola veneziana de 'Like a Virgin' para os acoplamentos com classificação X de Justify My Love' e 'Erotica', ambos proibidos. Monica Herrera, da Billboard, não ficou impressionada com a coleção e ficou desapontada com a "qualidade monótona dos vídeos. A coleção é uma vergonha provável no catálogo de Madonna, mas ótima para seus fãs". Bönz Malone, da Spin, disse: "Celebration: The Video Collection é um lembrete de que Madonna é, e sempre será, uma verdadeira artista de vídeos. Você não pode ignorar a contribuição dela para a forma de arte dos videoclipes". Tim Sendra, da Allmusic.deu ao DVD quatro estrelas e meia em cinco e comentou que "é realmente uma celebração da carreira de Madonna e algumas das músicas pop mais comemorativas e emocionantes já criadas".

### Comercial
Celebration: The Video Collection estreou no topo da tabela Top Music Videos da Billboard em 12 de outubro de 2009, substituindo o lançamento ao vivo de I Am... Yours: An Intimate Performance at Wynn Las Vegas. Permaneceu no topo da parada de videoclipes por cinco semanas. O DVD foi certificado em platina pela Recording Industry Association of America (RIAA) pela comercialização de 50,000 cópias. De acordo com a Nielsen Soundscan, o DVD vendeu 60,000 cópias nos Estados Unidos e ficou em 30º lugar na tabela de final de ano de 2009.
Em 5 de outubro de 2009, o DVD estreou no topo da parada do ARIA Top 40 Music DVD na Austrália, substituindo Believe Again: Australian Tour 2009 de Delta Goodrem. Após duas semanas no topo, Celebration: The Video Collection foi substituído por Funhouse Tour: Live in Australia de Pink. A coleção esteve presente na tabela de DVD por vinte semanas e foi classificada em vinte na tabela de DVD de música mais vendida na Austrália em 2009. O DVD estreou no topo da Hungarian Top 20 DVD entre os 20 primeiros em 27 de setembro de 2009 e esteve presente por uma semana no topo. Na República Tcheca, o DVD estreou no topo da tabela de DVDs em 14 de outubro de 2009, substituindo o álbum de compilação de Madonna, Celebration. Celebration: The Video Collection  também recebeu uma certificação de duas platinas na França, após vender 30,000 cópias do vídeo.

## Lista de faixas
| DVD 1          |                                                                          |                                                           |                       |         |  |
| N.º            | Título                                                                   | Compositor(es)                                            | Diretor               | Duração |  |
| 1.             | "Burning Up"                                                             | Madonna                                                   | Steve Barron          | 3:40    |  |
| 2.             | "Lucky Star" (versão editada)                                            | Madonna                                                   | Arthur Pierson        | 4:01    |  |
| 3.             | "Borderline"                                                             | Reggie Lucas                                              | Mary Lambert          | 3:56    |  |
| 4.             | "Like a Virgin"                                                          | Tom Kelly Billy Steinberg                                 | Lambert               | 3:48    |  |
| 5.             | "Material Girl" (versão editada)                                         | Peter Brown Robert Rans                                   | Lambert               | 3:48    |  |
| 6.             | "Crazy for You"                                                          | John Bettis Jon Lind                                      | Harold Becker         | 3:59    |  |
| 7.             | "Into the Groove"                                                        | Madonna Stephen Bray                                      | Susan Seidelman       | 3:50    |  |
| 8.             | "Live to Tell"                                                           | Madonna Patrick Leonard                                   | James Foley           | 4:24    |  |
| 9.             | "Papa Don't Preach"                                                      | Brian Elliot Madonna (escritora adicional)                | Foley                 | 5:06    |  |
| 10.            | "True Blue"                                                              | Madonna Bray                                              | Foley                 | 4:02    |  |
| 11.            | "Open Your Heart"                                                        | Madonna Gardner Cole Peter Rafelson                       | Jean-Baptiste Mondino | 4:28    |  |
| 12.            | "La Isla Bonita"                                                         | Madonna Leonard Bruce Gaitsch                             | Lambert               | 3:59    |  |
| 13.            | "Who's That Girl"                                                        | Madonna Leonard                                           | Peter Rosenthal       | 3:44    |  |
| 14.            | "Like a Prayer"                                                          | Madonna Leonard                                           | Lambert               | 5:43    |  |
| 15.            | "Express Yourself" (vídeo musical da versão remixada por Shep Pettibone) | Madonna Bray                                              | David Fincher         | 4:59    |  |
| 16.            | "Cherish"                                                                | Madonna Leonard                                           | Herb Ritts            | 4:38    |  |
| 17.            | "Vogue"                                                                  | Madonna Shep Pettibone                                    | Fincher               | 4:51    |  |
| 18.            | "Justify My Love"                                                        | Lenny Kravitz Ingrid Chavez Madonna (escritora adicional) | Mondino               | 4:57    |  |
| 19.            | "Erotica"                                                                | Madonna Pettibone Anthony Shimkin                         | Fabien Baron          | 5:18    |  |
| 20.            | "Deeper and Deeper"                                                      | Madonna Pettibone Shimkin                                 | Bobby Woods           | 5:49    |  |
| 21.            | "Rain"                                                                   | Madonna Pettibone                                         | Mark Romanek          | 4:33    |  |
| 22.            | "I'll Remember"                                                          | Madonna Leonard Richard Page                              | Alex Keshishian       | 4:19    |  |
| Duração total: | Duração total:                                                           | Duração total:                                            | Duração total:        | 87:34   |  |

| DVD 2          |                                                         |                                                                      |                  |         |  |
| N.º            | Título                                                  | Compositor(es)                                                       | Diretor          | Duração |  |
| 1.             | "Secret"                                                | Madonna Dallas Austin Pettibone                                      | Melodie McDaniel | 4:23    |  |
| 2.             | "Take a Bow"                                            | Madonna Kenneth "Babyface" Edmonds                                   | Michael Haussman | 4:33    |  |
| 3.             | "Bedtime Story"                                         | Nellee Hooper Björk Marius De Vries                                  | Romanek          | 4:24    |  |
| 4.             | "Human Nature"                                          | Madonna Dave Hall Shawn McKenzie Kevin McKenzie Michael Deering      | Modino           | 4:33    |  |
| 5.             | "I Want You"                                            | Leon Ware Arthur Ross                                                | Earle Sebastian  | 6:21    |  |
| 6.             | "You'll See"                                            | Madonna David Foster                                                 | Haussman         | 4:18    |  |
| 7.             | "Frozen"                                                | Madonna Leonard                                                      | Chris Cunnigham  | 5:20    |  |
| 8.             | "Ray of Light"                                          | Madonna William Orbit Clive Maldoon Dave Curtiss Christine Ann Leach | Jonas Åkerlund   | 5:06    |  |
| 9.             | "The Power of Good-Bye"                                 | Madonna Rick Nowels                                                  | Matthew Rolston  | 4:09    |  |
| 10.            | "Beautiful Stranger"                                    | Madonna Orbit                                                        | Brett Ratner     | 4:38    |  |
| 11.            | "American Pie"                                          | Don McClean                                                          | Phillip Stolz    | 4:34    |  |
| 12.            | "Music"                                                 | Madonna Mirwais Ahmadzaï                                             | Åkerlund         | 4:44    |  |
| 13.            | "Don't Tell Me"                                         | Madonna Ahmadzaï Joe Henry                                           | Mondino          | 4:38    |  |
| 14.            | "What It Feels Like for a Girl"                         | Madonna Guy Sigsworth David Tom                                      | Guy Ritchie      | 4:28    |  |
| 15.            | "Die Another Day"                                       | Madonna Ahmadzaï                                                     | Traktor          | 4:27    |  |
| 16.            | "Hollywood"                                             | Madonna Ahmadzaï                                                     | Mondino          | 3:58    |  |
| 17.            | "Love Profusion"                                        | Madonna Ahmadzaï                                                     | Luc Besson       | 3:48    |  |
| 18.            | "Hung Up"                                               | Madonna Stuart Price Benny Andersson Björn Ulvaeus                   | Johan Renck      | 5:25    |  |
| 19.            | "Sorry"                                                 | Madonna Price                                                        | Jamie King       | 4:43    |  |
| 20.            | "Get Together" (versão alternativa)                     | Madonna Anders Bagge Peer Astrom Price                               | Eugene Riecansky | 3:55    |  |
| 21.            | "Jump"                                                  | Madonna Henry Price                                                  | Åkerlund         | 3:23    |  |
| 22.            | "4 Minutes"                                             | Madonna Timothy Mosley Justin Timberlake Nathaniel Hills             | Jonas & François | 4:04    |  |
| 23.            | "Give It 2 Me"                                          | Madonna Pharrell Williams                                            | Tom Munro        | 4:12    |  |
| 24.            | "Miles Away" (não lançado)                              | Madonna Mosley Timberlake Hills                                      | Natham Rissman   | 3:49    |  |
| 25.            | "Celebration" (Benny Benassi Remix) (versão sem os fãs) | Madonna Paul Oakenfold Ian Green Ciaran Gribbin                      | Åkerlund         | 3:52    |  |
| Duração total: | Duração total:                                          | Duração total:                                                       | Duração total:   | 123:26  |  |

Notas
Os vídeos musicais de "Burning Up", "Crazy for You", "Into the Groove", "Live to Tell", "True Blue", "Who's That Girl", "Erotica", "Deeper and Deeper", "I'll Remeber", "I Want You", "You'll See", "American Pie" e de todos os singles dos álbuns American Life, Confessions on a Dance Floor e Hard Candy não haviam sido lançados até o lançamento deste DVD.
A nudez apresentada nos vídeos musicais de "Justify My Love" e "Erotica" são cobertas pelas tarjas pretas.
Os vídeos musicais de "Everybody" e "Holiday" não são apresentados em nenhuma compilação de vídeos da cantora devido ao fato de não terem sido aceitos em algumas estações musicais, como a MTV.
O vídeo musical de "Justify My Love" havia sido lançado até a data somente em VHS-Single.

### Formatos
A coleção em DVD apresenta quatro formatos, todas em disco duplo:
- Keep case - caixa de DVD
- DVD Digipak - Caixa de CD.
- Amaray - Caixa de DVD normal.
- Download digital nos iTunes Store - apresenta a versão  deluxe do CD Celebration com sessenta e nove faixas, incluindo trinta e oito faixas de áudio (apresenta também material inédito: "It's So Cool" e um remix de Celebration) e vinte e nove vídeos musicais para MP4.

## Desempenho nas tabelas musicais
| Tabela musical (2009)                      | Melhor posição |
| ------------------------------------------ | -------------- |
| Austrália (ARIA DVD Chart)                 | 1              |
| Áustria (Musik-DVD Top 10)                 | 1              |
| Bélgica (Ultratop Muziek-DVD de Flandres)  | 1              |
| Bélgica (Ultratop DVD Musicaux de Valônia) | 1              |
| Dinamarca (Musik DVD Top-10)               | 1              |
| Espanha (Top 20 DVD Musical)               | 1              |
| Estados Unidos (Top Music Videos)          | 1              |
| Finlândia (Finland DVD Chart)              | 1              |
| Hungria (DVD Top 20 Lista)                 | 1              |
| Itália (Italian DVD Chart)                 | 1              |
| Japão (Oricon DVD)                         | 7              |
| Países Baixos (DVD Music Top 30)           | 1              |
| Reino Unido (UK Music Videos)              | 23             |
| República Checa (Top 50 Prodejní)          | 1              |
| Suécia (Veckolista DVD Album)              | 1              |
| Suíça (Musik-DVD Top 10)                   | 1              |

## Vendas e certificações
| Região                                                                                             | Certificação | Vendas   |
| -------------------------------------------------------------------------------------------------- | ------------ | -------- |
| Brasil (Pro-Música Brasil)                                                                         | 2× Platina   | 60,000*  |
| Estados Unidos (RIAA)                                                                              | Platina      | 100,000^ |
| França (SNEP)                                                                                      | Ouro         | 40,000*  |
| Polônia (ZPAV)                                                                                     | Ouro         | 5,000*   |
| Portugal (AFP)                                                                                     | Ouro         | 4,000^   |
| ^distribuições baseadas apenas na certificação *números de vendas baseados somente na certificação |              |          |

## Datas de lançamento
| País           | Data                   |
| -------------- | ---------------------- |
| Brasil         | 21 de setembro de 2009 |
| Alemanha       | 25 de setembro de 2009 |
| Austrália      | 28 de setembro de 2009 |
| Portugal       | 28 de setembro de 2009 |
| Estados Unidos | 29 de setembro de 2009 |
| Reino Unido    | 29 de setembro de 2009 |